# FC Nania Accra
Der FC Nania Accra (oft auch Abédi Pelé’s Nania Accra F.C. genannt) ist ein ghanaischer Fußballverein aus dem 12 km nordöstlich von Accra liegenden Vorort Legon. Präsident und Trainer des 1998 gegründeten Vereins ist der ehemalige ghanaische Nationalspieler Abédi Pelé.

## Aktuelles
2011 gewann der Verein als erster Zweitligist sensationell den ghanaischen FA Cup mit 1:0 nach Verlängerung gegen den Top-Club Asante Kotoko. Damit qualifizierte sich die Mannschaft für den CAF Confederation Cup, die afrikanische Version der UEFA Europa League.
Als einige Monate später auch noch der ghanaische Supercup gegen den souveränen Premier-League-Meister Berekum Chelsea im Elfmeterschießen mit 4:3 (1:1 nach Verlängerung) gewonnen wurde, ging der FC Nania Accra endgültig in die ghanaischen Geschichtsbücher ein.
Allerdings misslang abermals knapp der Aufstieg in die Premier League und auf das Confederation Cup Vorschlussrunden-Spiel gegen den FC Séquence aus Guinea wurde verzichtet.

## Erfolge
- MTN-FA-Cup-Sieger: 2011
- Ghanaischer Super-Cup-Sieger: 2011

## Rekorde und Besonderes
- Erster und bislang einziger nicht erstklassiger Verein Ghanas, der den FA Cup gewinnen konnte.[3]
- Erster und bislang einziger nicht erstklassiger Verein Ghanas, der den Super Cup gewonnen hat und damit auch der einzige unterklassige Verein, der das „Double“ aus FA Cup und Super Cup holen konnte.[1][3]
- Darüber hinaus war der FC Nania Accra erst der vierte Verein Ghanas, der dieses „Double“ gewonnen hat.[1]
- Der Verein spielt seit über zehn Saisons eine starke Rolle in der Division One League (2. Liga Ghanas), aber hat es bis heute nicht geschafft, aufzusteigen.[5][6]

## Skandal
Am 28. März 2007 ging es für den FC Nania und die Gt. Mariners um den Aufstieg in die Premier League. Die beiden lagen punktgleich an der Spitze, bei einem Sieg beider Teams würde die Tordifferenz den Aufsteiger bestimmen. Der FC Nania stellte gegen Okwawu United mit einem 31:0-Sieg einen neuen Rekord in Ghana auf und die Gt. Mariners gewannen gegen die Mighty Jets 28:0. Wie sich herausstellte, hatten sich sowohl Nania als auch die Gt. Mariners mit ihrem Gegner abgesprochen. Die Ghana Football Association erklärte die Ergebnisse für nichtig und sperrte die beiden Vereine für ein Jahr, zusätzlich zu einer Geldstrafe. Ebenfalls wurden die als verantwortlich ausgemachten Personen gesperrt.
Außerdem führte der ghanaische Fußball-Verband die „Head-to-Head“-Regel ein, um solchen Absprachen in Zukunft vorzubeugen.

## Bekannte ehemalige Spieler
- André Ayew
- Rahim Ayew
- Ahmed Barusso
- Cofie Bekoe